# Choilley-Dardenay
Choilley-Dardenay est une commune française située dans le département de la Haute-Marne, en région Grand Est.

## Géographie
Au territoire, la rivière la Foreuse se jette dans la Vingeanne.
|             | Dommarien         | Coublanc               |
| Montsaugeon | Choilley-Dardenay | Champlitte Haute-Saône |
| Isômes      | Cusey             |                        |

### Hydrographie
La commune est dans le bassin versant de la Saône au sein du bassin Rhône-Méditerranée-Corse. Elle est drainée par le canal de la Marne à la Saône, la Vingeanne et la Foreuse.
Le canal de la Marne à la Saône est un canal à bief de partage au gabarit Freycinet, d'une longueur de 160 km reliant les vallées de la Marne et de la Saône, géré par les Voies navigables de France. 
La Vingeanne, d'une longueur de 93 km, prend sa source dans la commune de Aprey et se jette  dans la Saône à Heuilley-sur-Saône, après avoir traversé 30 communes. 

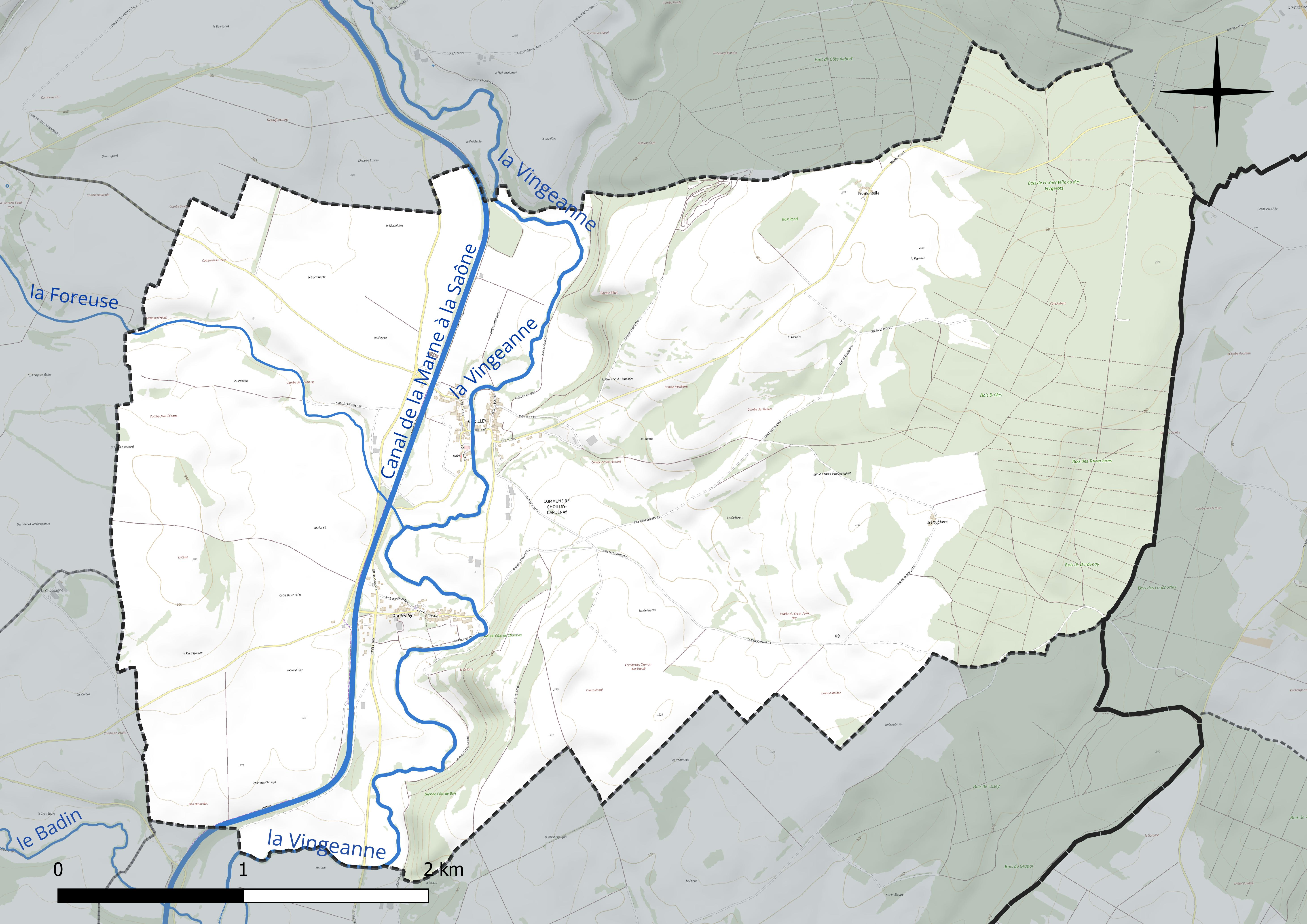
Réseau hydrographique de Choilley-Dardenay.

### Climat
Pour des articles plus généraux, voir Climat du Grand Est et Climat de la Haute-Marne.
En 2010, le climat de la commune est de type climat des marges montargnardes, selon une étude du Centre national de la recherche scientifique s'appuyant sur une série de données couvrant la période 1971-2000. En 2020, Météo-France publie une typologie des climats de la France métropolitaine dans laquelle la commune est exposée à un climat océanique altéré et est dans la région climatique  Lorraine, plateau de Langres, Morvan, caractérisée par un hiver rude (1,5 °C), des vents modérés et des brouillards fréquents en automne et hiver. 
Pour la période 1971-2000, la température annuelle moyenne est de 10,1 °C, avec une amplitude thermique annuelle de 17,2 °C. Le cumul annuel moyen de précipitations est de 881 mm, avec 12,5 jours de précipitations en janvier et 8,3 jours en juillet. Pour la période 1991-2020, la température moyenne annuelle observée sur la station météorologique de Météo-France la plus proche, « Coublanc », sur la commune de Coublanc à 9 km à vol d'oiseau, est de 10,9 °C et le cumul annuel moyen de précipitations est de 926,7 mm. 
La température maximale relevée sur cette station est de 41 °C, atteinte le 25 juillet 2019 ; la température minimale est de −26 °C, atteinte le 9 janvier 1985,,. 
Les paramètres climatiques de la commune ont été estimés pour le milieu du siècle (2041-2070) selon différents scénarios d'émission de gaz à effet de serre à partir des nouvelles projections climatiques de référence DRIAS-2020. Ils sont consultables sur un site dédié publié par Météo-France en novembre 2022.

## Urbanisme

### Typologie
Au 1er janvier 2024, Choilley-Dardenay est catégorisée commune rurale à habitat dispersé, selon la nouvelle grille communale de densité à sept niveaux définie par l'Insee en 2022.
Elle est située hors unité urbaine et hors attraction des villes,.

### Occupation des sols
L'occupation des sols de la commune, telle qu'elle ressort de la base de données européenne d’occupation biophysique des sols Corine Land Cover (CLC), est marquée par l'importance des territoires agricoles (72 % en 2018), une proportion identique à celle de 1990 (72 %). La répartition détaillée en 2018 est la suivante : 
terres arables (61,9 %), forêts (28 %), prairies (5,9 %), zones agricoles hétérogènes (4,2 %). L'évolution de l’occupation des sols de la commune et de ses infrastructures peut être observée sur les différentes représentations cartographiques du territoire : la carte de Cassini (XVIIIe siècle), la carte d'état-major (1820-1866) et les cartes ou photos aériennes de l'IGN pour la période actuelle (1950 à aujourd'hui).

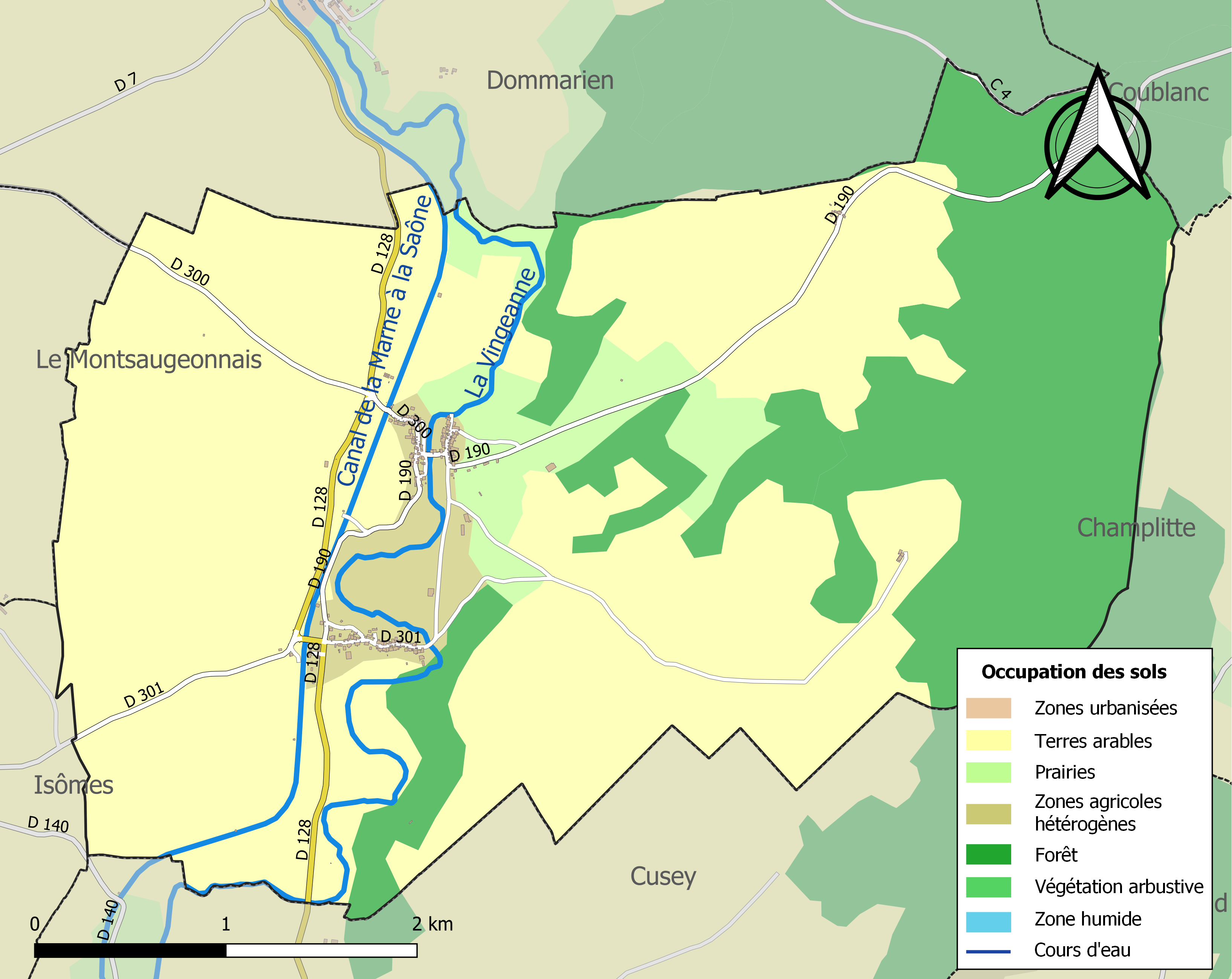
Carte des infrastructures et de l'occupation des sols de la commune en 2018 (CLC).

## Toponymie
En 1973, les deux communes de Choilley et de Dardenay ont fusionné.
Choilley est attesté sous les formes Cheilleyum (1267) ; Choilleyum (1252) ; Choiley (1416) ; Choillé (1464) ; Choilly (1483).

Dardenay est attesté sous les formes Dardenay (1215) ; Dardenai (1224) ; Dardenaium (1253) ; Dardenayum (1334).

Ce toponyme provient de l'agglutination du nom de personne gallo-romain Dardenus et du suffixe acum qui signifie : « la terre de Dardenus », originaire de Dardenie.

L'origine ou les origines d'une personne fait référence au pays d'où vient la personne, ses parents ou ses ancêtres. L'origine d'une personne peut être déterminée à partir d'un prénom, d'un nom de famille. 

## Histoire
Deux tumulus proches de Choilley furent fouillés en 1860, ils étaient de la période La Tène I.
Au lieu-dit Haute-Borne se trouvait naguère une borne milliaire d'Hadrien avec l'inscription :  Imp(eratori) Caesar(i)/ Traaiano Ha/ driano aug(usto)/ pon(tifici) max(imo)tr(i)b(unicia)/ pot(estate) V co(n)s(uli) III p(atriae)/ (ab) and(emantunno) m(illia) p(assuum) XIII. Elle a probablement été déplacée et son emplacement initial est probablement situé sur la voie Langres Besançon, non loin de la ferme Montvaudon. 
Une seconde borne milliaire, dédiée à Claude, trouvée au bois Péchin a été déplacée à Montsaugeon. Elle porte l'inscription suivante : (T)i Claud(io) Drusi f(ilio)/ Caes(ari) Augu(usto) Germ(a)/ nic(o) pontti(ici) max(imo)/ (t)rib(unicia) potes(tate) III impp(eratori)/(I)II p(atri) p(atriae) co(n)s(uli) I(II) (d)esig(nato) III/ (ab) and(emantunno) m(illia) p(assuum XII (Attention ! il s'agit du CIL 13 et non pas XVII-2 = merci de rectifier la note !).

## Lieux et monuments

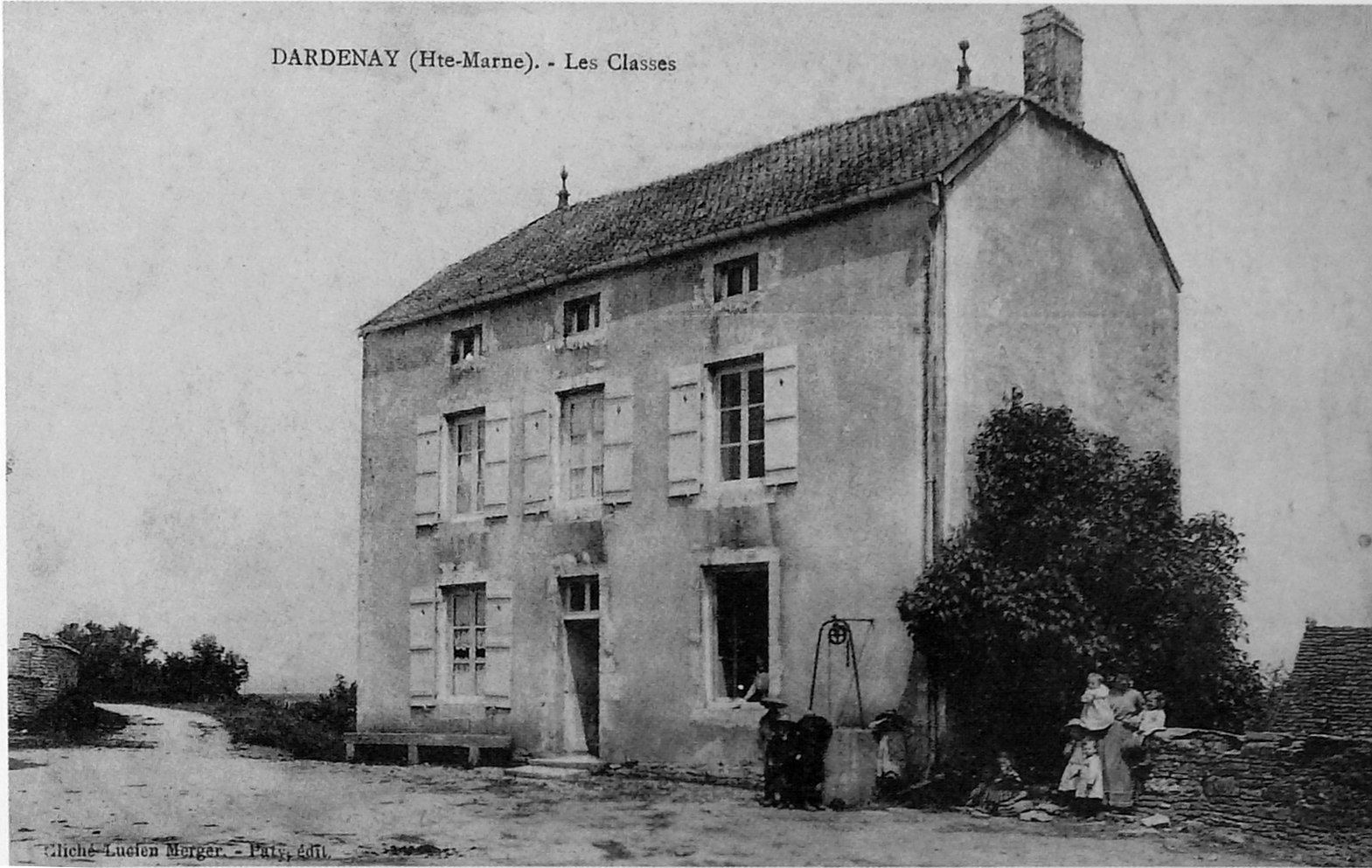
L'école de Dardenay au début du XXe siècle.

## Politique et administration
| Période                                  | Période  | Identité          | Étiquette | Qualité |
| ---------------------------------------- | -------- | ----------------- | --------- | ------- |
| mars 2001                                | 2014     | Daniel Sudre      |           |         |
| 2014                                     | En cours | Bernard Chaudouet |           |         |
| Les données manquantes sont à compléter. |          |                   |           |         |

## Population et société

### Démographie

#### Évolution démographique
L'évolution du nombre d'habitants est connue à travers les recensements de la population effectués dans la commune depuis 1793. Pour les communes de moins de 10 000 habitants, une enquête de recensement portant sur toute la population est réalisée tous les cinq ans, les populations de référence des années intermédiaires étant quant à elles estimées par interpolation ou extrapolation. Pour la commune, le premier recensement exhaustif entrant dans le cadre du nouveau dispositif a été réalisé en 2008.

En 2022, la commune comptait 158 habitants, en évolution de −3,07 % par rapport à 2016 (Haute-Marne : −4,62 %, France hors Mayotte : +2,11 %).
| 1793 | 1800 | 1806 | 1821 | 1831 | 1836 | 1841 | 1846 | 1851 |
| ---- | ---- | ---- | ---- | ---- | ---- | ---- | ---- | ---- |
| 228  | 230  | 223  | 235  | 262  | 253  | 248  | 232  | 248  |

| 1856 | 1861 | 1866 | 1872 | 1876 | 1881 | 1886 | 1891 | 1896 |
| ---- | ---- | ---- | ---- | ---- | ---- | ---- | ---- | ---- |
| 244  | 253  | 235  | 218  | 204  | 204  | 201  | 188  | 177  |

| 1901 | 1906 | 1911 | 1921 | 1926 | 1931 | 1936 | 1946 | 1954 |
| ---- | ---- | ---- | ---- | ---- | ---- | ---- | ---- | ---- |
| 179  | 264  | 182  | 151  | 158  | 160  | 132  | 119  | 114  |

| 1962 | 1968 | 1975 | 1982 | 1990 | 1999 | 2006 | 2008 | 2013 |
| ---- | ---- | ---- | ---- | ---- | ---- | ---- | ---- | ---- |
| 126  | 98   | 164  | 147  | 132  | 139  | 158  | 163  | 169  |

| 2018 | 2022 | - | - | - | - | - | - | - |
| ---- | ---- | - | - | - | - | - | - | - |
| 161  | 158  | - | - | - | - | - | - | - |